# Rolling Down to Old Maui
«Rolling Down to Old Maui» (Mohee) (Roud 2005) — песня, которая возникла в XIX веке в среде китобоев, действовавших в Тихом океане. В ней говорится о лишениях, сопровождающих матросов в северных широтах, и о радостях, ожидающих их по прибытии на перевалочную базу на Мауи, втором по величине острове Гавайского архипелага.

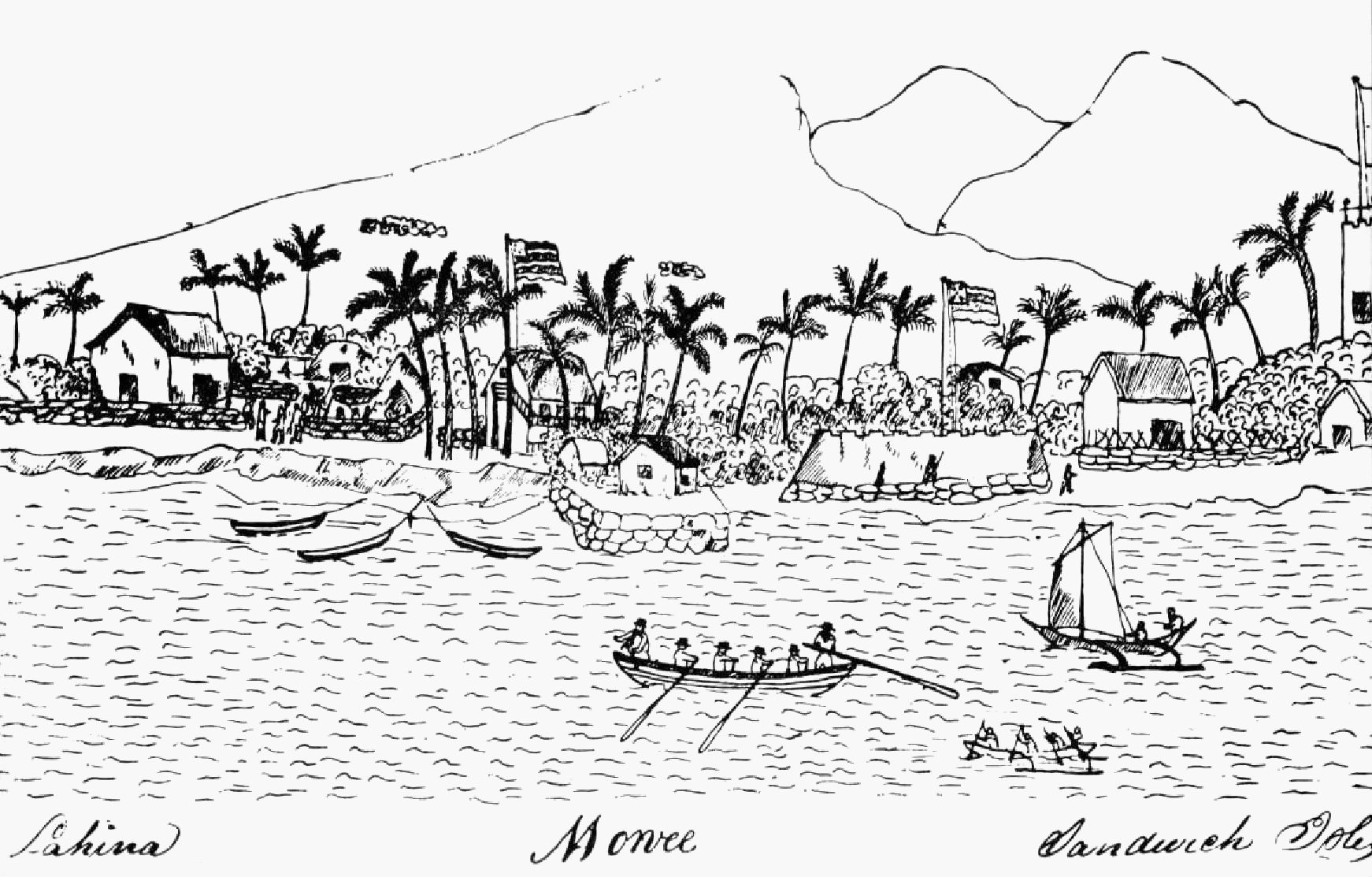
Лахаина в 1835 году. Рисунок из журнала Джона Селанда-младшего с китобойца Ceres из Уилмингтона.

В XIX веке американский китобойный промысел достиг своего пика. В разных частях Тихого океана добыча китового жира велась круглый год. С марта и до ноября китобойные суда могли находиться на севере, промышляя гренландского и японского кита в Беринговом море и Анадырском заливе (англ. «Kamchatka sea»). Зимой корабли перемещались в тропические широты, где велась охота на кашалотов. Осенью и весной, между этими периодами ловли, китобои делали трёхнедельную остановку для пополнения запасов на Гавайях (до середины XIX столетия — Сандвичевы острова). Местом стоянки чаще всего служил расположенный на острове Мауи порт Лахаина, который с 1820 по 1845 год был столицей королевства Гавайи. В песне описывается завершение «арктической» части плавания, когда льды и штормы остаются за кормой, а впереди моряков ожидают тёплые пляжи и гостеприимные местные девушки. Китобои весьма ценили время отдыха на острове, тем более что обычно судно возвращалось домой только после трёх или четырёх сезонов в море, во время стоянок перегружая добытый китовый жир на другой корабль для отправления к месту назначения (об этом говорят и фигурирующие в некоторых версиях текста слова «We are homeward bound that joyful sound and yet it may not be»). Почти наверняка «Rolling Down to Old Maui» была так называемой forecastle song, исполнявшейся в часы досуга, в отличие от помогавших в работе песен шанти.
Текст песни встречается в нескольких судовых журналах; например, в журнале барка Atkins Adams за 1858—1859 годы. Наибольшую популярность приобрела версия из журнала Джорджа Пайпера; она единственная из всех содержит припев. Пайпер ходил на китобойном судне Europa из массачусетского Эдгартауна с 1866 по 1872 год, записав в этот промежуток времени более 160 текстов песен. К его заголовку «Rolling Down to Old Mohee» добавлены слова «Song of Songs», что отражает то, насколько Гавайи привлекали моряков.
Первоначальный мотив песни не сохранился. Джоанна Колкорд, первой опубликовавшая текст, в 1924 году не смогла найти никого, кто бы смог её спеть. Стэн Хагилл исполнял её на мелодию «The Budgeon is a Delicate Trade», которая, по его словам, была в ходу в дни его моряцкой молодости; эта версия и берётся за основу большинством современных исполнителей. Гейл Хантингтон вспоминает пение «Rolling Down…» на мотив «The Bowery», однако отмечает, что тот был написан лишь в начале 1890-х, поэтому не может быть оригинальным.